# Característica de corrent-tensió

Les característiques de corrent-tensió de quatre dispositius: una resistència amb gran resistència, una resistència amb petita resistència, un díode d'unió P–N i una bateria amb resistència interna diferent de zero. L'eix horitzontal representa la caiguda de tensió, l'eix vertical el corrent. Les quatre trames utilitzen la convenció del signe.

Una característica de corrent-tensió o corba I-V (corba de corrent-tensió) és una relació, normalment representada com un gràfic o gràfic, entre el corrent elèctric a través d'un circuit, dispositiu o material, i la tensió corresponent, o diferència de potencial entre això.

Corrent de drenatge MOSFET vs. tensió de drenatge a font per a diversos valors de la tensió d'overdrive, ; el límit entre els modes lineal (ohmic) i de saturació (actiu) està indicat per la paràbola de corba ascendent.

En electrònica, la relació entre el corrent continu (CC) a través d'un dispositiu electrònic i la tensió de CC als seus terminals s'anomena característica de corrent-tensió del dispositiu. Els enginyers electrònics utilitzen aquests gràfics per determinar els paràmetres bàsics d'un dispositiu i per modelar el seu comportament en un circuit elèctric. Aquestes característiques també es coneixen com a corbes I–V, fent referència als símbols estàndard de corrent i tensió.
En components electrònics amb més de dos terminals, com ara tubs de buit i transistors, la relació corrent-tensió en un parell de terminals pot dependre del corrent o tensió d'un tercer terminal. Normalment es mostra en un gràfic de corrent-tensió més complex amb múltiples corbes, cadascuna representant la relació corrent-tensió amb un valor diferent de corrent o tensió al tercer terminal.
Per exemple, el diagrama de la dreta mostra una família de corbes I–V per a un MOSFET en funció de la tensió de drenatge amb sobretensió (VGS - Vth) com a paràmetre.
La corba I–V més senzilla és la d'una resistència, que segons la llei d'Ohm presenta una relació lineal entre la tensió aplicada i el corrent elèctric resultant; el corrent és proporcional a la tensió, de manera que la corba I–V és una línia recta per l'origen amb pendent positiu. El recíproc del pendent és igual a la resistència.
La corba I–V d'un component elèctric es pot mesurar amb un instrument anomenat traçador de corbes. La transconductància i la tensió inicial d'un transistor són exemples de paràmetres mesurats tradicionalment a partir de la corba I–V del dispositiu.